# Margaret Boxall
Margaret Boxall es una deportista británica que compitió en bádminton para Inglaterra en la modalidad individual y de dobles.
Ganó tres medallas en el Campeonato Europeo de Bádminton, en los años 1968 y 1970.

## Palmarés internacional
| Representando a Inglaterra |                           |                   |            |
| Campeonato Europeo         |                           |                   |            |
| Año                        | Lugar                     | Medalla           | Prueba     |
| 1968                       | Bochum (RFA)              | Medalla de oro    | Dobles     |
| 1970                       | Port Talbot (Reino Unido) | Medalla de oro    | Dobles     |
| 1970                       | Port Talbot (Reino Unido) | Medalla de bronce | Individual |